# Korvete razreda Bujan
Razred Bujan (rusko Проект 21630 Буян, Projekt 21630 Bujan – bujan) je najnovejši razred korvet v gradnji za Rusko vojno mornarico. Namenjen je protiladijskemu in kopenskemu bojevanju in je nasledil predhodni razred Molnija.

## Zgodovina
Razred je konstruiral Zelenodolski projektno-konstruktorski biro pod vodstvom glavnega konstruktorja Jakova Kušnirja z namenom nadomestiti starejše protiladijske korvete razredov Ovod, oboroženih z izstrelki P-120 Malahit, in Molnija, oboroženih z izstrelki P-270 Moskit. Prve tri ladje so izdelane v okviru osnovnega razreda Bujan, opremljenega samo s 100 mm topom in raketometom BM-21 Grad. Nadaljnje ladje spadajo v izboljšan razred Bujan-M, pri katerem je BM-21 Grad nadomeščen z osmimi navpičnimi izstrelitvenimi celicami UKSK, ki lahko izstreljujejo protiladijske ali kopenske izstrelke P-800 Oniks in 3M-54 Kalibr. Vrsta razreda je »reka-morje«, ker lahko zaradi majhnega ugreza korvete plujejo tudi po ruskem sistemu rek in prekopov. Ladje gradita sanktpeterburška Ladjedelnica Almaz in Ladjedelnica Zelenodolsk iz Zelenodolska. Programska oprema razreda temelji na operacijskem sistemu Linux. Pripravljena je bila tudi izvozna različica razreda Projekt 21632 Tornado.
Ime razreda izhaja iz ruske mitologije, kjer je Bujan otok, ki izginja in se znova pojavlja s plimo in oseko ter je omenjeno v operi Pravljica o carju Saltanu Nikolaja Rimskega-Korsakova.
Doktrinalno razred sledi liniji razredov manjših, nesorazmerno težko oboroženih ladij (rusko Малый ракетный корабль, Mali raketni karabl – majhna raketna ladja) Ovod in Molnija iz 1970-ih in 1980-ih let, ki so bile nameščene zlasti v zaprtih morjih, kot sta Baltsko in Črno morje z namenom preprečevanja vstopa večjim sovražnikovim vojnim ladjam v vojnem času. Skladno z idejo asimetričnega bojevanja lahko ladje razreda Bujan kljub majhnem izpodrivu uničijo veliko večje ladje oz. vse ladje, razen letalonosilk.
Strateški pomen razreda je v tem, da lahko izstrelki Kalibr nosijo tudi jedrske bojne glave in v tem, da je bilo v času veljanja Pogodbe o prepovedi jedrskih raket srednjega dosega INF (1988–2019) prepovedano nameščati takšne rakete na kopnem in je Rusija imela možnost namestitve vsaj na ladjah.
Razred je ognjeni krst doživel v sirski državljanski vojni. 7. oktobra 2015 so korvete Grad Svijažsk, Uglič in Veliki Ustjug izstrelile izstrelke Kalibr proti tarčam Islamske države in jih uspešno zadele.
Leta 2020 je bil Zeleni Dol premeščen iz Baltskega v Belo morje prek Belomorsko-baltskega prekopa.
Serpuhov je bile med rusko invazijo na Ukrajino aprila 2024 poškodovan potem, ko je GUR na njem podtaknil požar.

## Enote
V poševnem tisku so ocenjeni podatki.
| Ime            | Ladjedelnica             | Gredelj položen  | Splavljena         | Predana           | Flota              | Stanje                                 |              |
| Razred Bujan   | Razred Bujan             | Razred Bujan     | Razred Bujan       | Razred Bujan      | Razred Bujan       | Razred Bujan                           | Razred Bujan |
| -------------- | ------------------------ | ---------------- | ------------------ | ----------------- | ------------------ | -------------------------------------- | ------------ |
| Astrahan       | Ladjedelnica Almaz       | 30. januar 2004  | 7. oktober 2005    | 1. september 2006 | Kaspijska flotilja | Aktivna                                |              |
| Volgodonsk     | Ladjedelnica Almaz       | 25. februar 2005 | 6. maj 2011        | 28. december 2011 | Kaspijska flotilja | Aktivna                                |              |
| Mahačkala      | Ladjedelnica Almaz       | 24. marec 2006   | 27. april 2012     | 4. december 2012  | Kaspijska flotilja | Aktivna                                |              |
| Razred Bujan-M |                          |                  |                    |                   |                    |                                        |              |
| Grad Svijažsk  | Ladjedelnica Zelenodolsk | 27. avgust 2010  | 9. marec 2013      | 27. julij 2014    | Kaspijska flotilja | Aktivna                                |              |
| Uglič          | Ladjedelnica Zelenodolsk | 22. julij 2011   | 10. april 2013     | 27. julij 2014    | Kaspijska flotilja | Aktivna                                |              |
| Veliki Ustjug  | Ladjedelnica Zelenodolsk | 27. avgust 2011  | 21. maj 2014       | 19. december 2014 | Kaspijska flotilja | Aktivna                                |              |
| Zeleni Dol     | Ladjedelnica Zelenodolsk | 29. avgust 2012  | 2. april 2015      | 12. december 2015 | Baltska flota      | Aktivna                                |              |
| Serpuhov       | Ladjedelnica Zelenodolsk | 25. januar 2013  | 3. april 2015      | 12. december 2015 | Baltska flota      | Poškodovana (sabotaža GUR aprila 2024) |              |
| Višni Voločjok | Ladjedelnica Zelenodolsk | 29. avgust 2013  | 22. avgust 2016    | 1. junij 2018     | Črnomorska flota   | Aktivna                                |              |
| Orehovo-Zujevo | Ladjedelnica Zelenodolsk | 29. maj 2014     | 19. junij 2018     | 10. december 2018 | Črnomorska flota   | Aktivna                                |              |
| Ingušetija     | Ladjedelnica Zelenodolsk | 29. avgust 2014  | 11. junij 2019     | 28. december 2019 | Črnomorska flota   | Aktivna                                |              |
| Grajvoron      | Ladjedelnica Zelenodolsk | 10. april 2015   | april 2020         | 30. januar 2021   | Črnomorska flota   | Aktivna                                |              |
| Grad           | Ladjedelnica Zelenodolsk | 24. april 2017   | 17. september 2021 | 29. december 2022 | Baltska flota      | Aktivna                                |              |
| Naro-Fominsk   | Ladjedelnica Zelenodolsk | 23. februar 2018 | 9. december 2022   | 25. december 2023 | Baltska flota      | Aktivna                                |              |
| Stavropol      | Ladjedelnica Zelenodolsk | 12. julij 2018   |                    | 2023              | Črnomorska flota   | V gradnji                              |              |